# David Manners
David Manners właśc. Rauff de Ryther Daun Acklom (ur. 30 kwietnia 1900, zm. 23 grudnia 1998) – amerykańsko-kanadyjski aktor sceniczny i filmowy. Najbardziej znany z ról w klasycznych horrorach lat trzydziestych.

## Filmografia wybrana[1]
- 1931: Dracula (Dracula)
- 1932: Mumia (The Mummy)
- 1934: Czarny kot (The Black Cat)
- 1935: The Mystery of Edwin Drood